# Valcani, Timiș
Valcani (în maghiară Valkány, în germană Walkan) este satul de reședință al comunei cu același nume din județul Timiș, Banat, România.
Localitatea a fost conectată la rețeaua feroviară în anul 1857, odată cu inaugurarea căii ferate Szeged–Timișoara. În perioada interbelică stația de cale ferată se afla pe teritoriul Serbiei, iar localitatea pe teritoriul României.